# Sophie von Pommern (1370–1406)

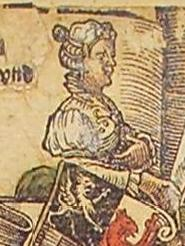
Sophie von Pommern

Sophie von Pommern (auch Sophia; † 28. Juni 1406) war eine pommersche Herzogstochter aus dem Greifenhause. Durch Heirat war sie Herzogin zu Braunschweig und Lüneburg und Fürstin von Braunschweig-Wolfenbüttel sowie Fürstin von Lüneburg.

## Leben
Sophie war die Tochter des pommerschen Herzogs Wartislaw VI. und dessen Gemahlin Anna, Tochter des Herzogs Johann I. von Mecklenburg-Stargard. Ihr Geburtsdatum und -ort sind nicht überliefert.
Sie heiratete Herzog Heinrich I. zu Braunschweig und Lüneburg. Die Hochzeit fand in Stralsund statt. Das Jahr der Hochzeit ist nicht sicher überliefert: Nach der Chronik des Lübeckers Detmar soll die Hochzeit im Jahre 1388 gefeiert worden sein, nach Thomas Kantzow im Jahre 1391. In einer Urkunde des Brautvaters Wartislaw VI. aus dem Jahre 1386 ist festgehalten, dass er seiner Tochter einen Brautschatz von 2000 Mark mitgeben, diesen Brautschatz in zwei Raten zahlen und mit der zweiten Rate am 11. November 1388 seine Tochter dem Herzog Heinrich I. zusenden werde.
Aus der Ehe gingen zwei Kinder hervor:
- Wilhelm I. (1392–1482), Herzog zu Braunschweig und Lüneburg
- Katharina (1395–1442) ⚭ Kurfürst Friedrich I. von Sachsen (1370–1428)

Herzogin Sophie starb am 28. Juni 1406. Wo sie bestattet wurde, ist nicht überliefert. Sie wurde von ihrem Gemahl um zehn Jahre überlebt, er heiratete ein zweites Mal.
Eine postume Darstellung von Heinrich und seinen beiden Gemahlinnen hängt an der Nordwand des Fürstensaals im Lüneburger Rathaus. Das Gemälde stammte ursprünglich aus dem Jahre 1482 und wurde um 1600 durch Daniel Frese übermalt. Das Gemälde zeigt Herzogin Sophie stehend in ganzer Figur, im Hintergrund eine mittelalterliche Stadt. Es ist zwar „sicher kein individuelles Bildnis“, kann aber, stellt man auf das Jahr 1482 ab, als „ältestes gemaltes Bild eines Gliedes des pommerschen Herzogshauses […] angesehen werden“.